# روبن باتلر
روبن باتلر (انگلیسی: Reuben Butler؛ زادهٔ ۱ ژانویهٔ ۱۸۹۰) بازیکن فوتبال اهل بریتانیا است.
از باشگاه‌هایی که در آن بازی کرده‌است می‌توان به باشگاه فوتبال بری، باشگاه فوتبال اولدهام اتلتیک، و باشگاه فوتبال برادفورد سیتی اشاره کرد.